# Автобиографическая повесть (Александр Грин)
«Автобиографическая повесть» — повесть русского писателя Александра Грина, над которой он работал в последние годы жизни (1930—1932). Она осталась незаконченной, отдельные главы публиковались в периодике в 1930—1931 годах, в 1932 году, накануне смерти автора, вышло первое полное издание.

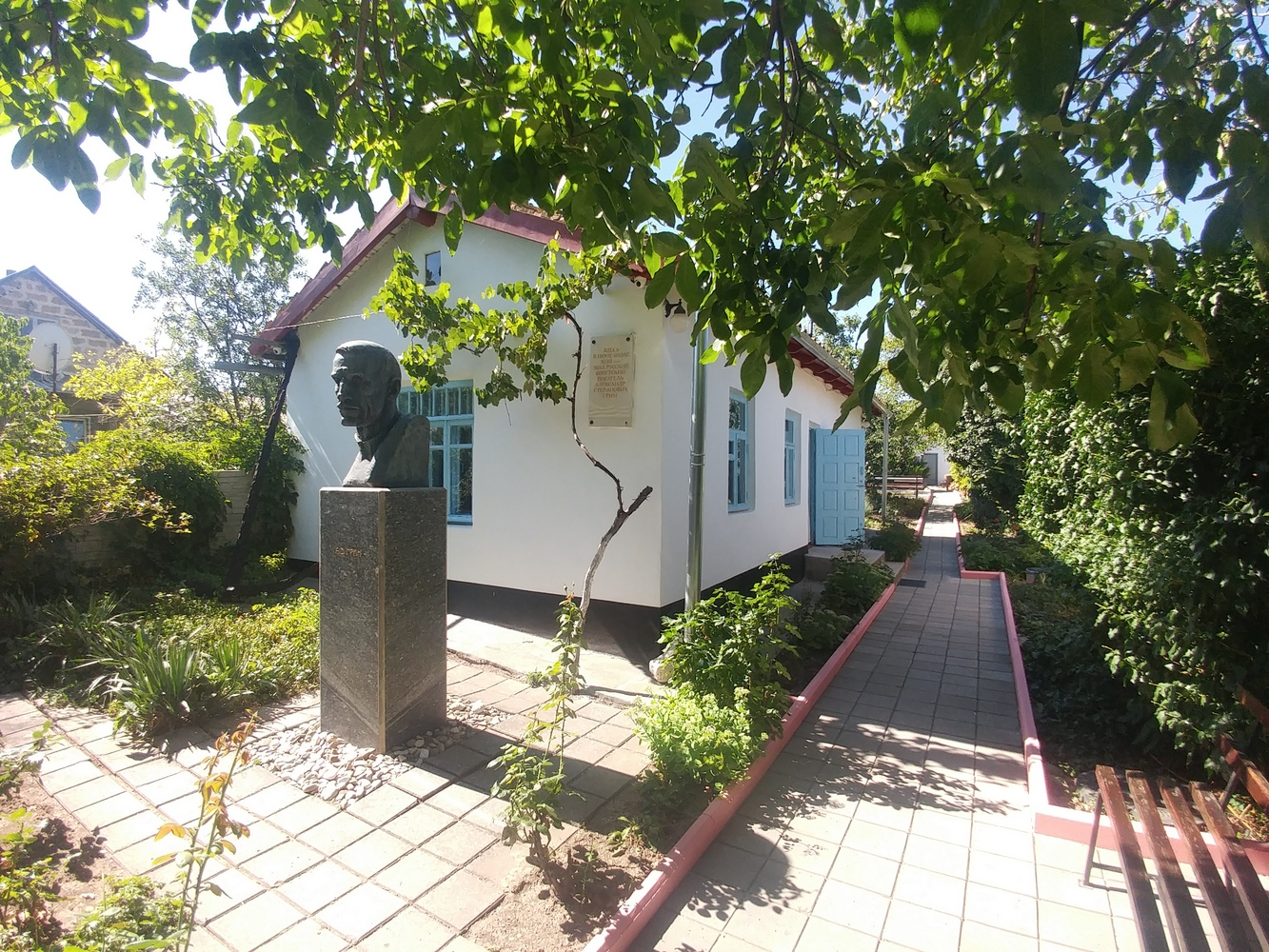
Домик А. Грина в Старом Крыму, в котором написана повесть. Ныне Дом-музей А. Грина

## Создание
Александр Грин начал работу над «Автобиографической повестью» в Старом Крыму в 1930 году. Это был крайне трудный период в жизни писателя: публикацию его книг ограничили до одной в год, переиздания старых произведений были фактически запрещены. Грин и его семья (жена Нина Николаевна и тёща) начали голодать, писатель уже был болен и тяжело переживал происходящее. Писать автобиографию он начал по заказу издательства, практически против своей воли, — по словам жены, «с душевным страданием и отвращением». Повесть осталась незаконченной.
В рукописи повесть называлась «На суше и на море. Автобиографические очерки А. С. Грина». По данным разных источников, автор планировал назвать её «Книга о себе» или «Легенда о себе», а название «Автобиографическая повесть» было придумано в «Издательстве писателей в Ленинграде».

## Публикация и оценки
Глава «Урал» в сокращённом виде была опубликована в двенадцатом номере журнала «Всемирный следопыт» за 1930 год. В 1931 году ещё несколько глав повести появились во втором, третьем, четвёртом и девятом номерах журнала «Звезда». В 1932 году, незадолго до смерти Грина, «Автобиографическая повесть» была издана отдельной книгой в «Издательстве писателей в Ленинграде». Авторское предисловие, получившее название «Легенда о Грине» (в нём писатель пересказал ряд ходивших о нём слухов), опубликовано не было. Небольшую его часть критик Цезарь Вольпе включил в свою статью о Грине, остальной текст был утрачен.
Литературоведы констатируют, что Грин стал одним из многих видных русских писателей, обратившихся в 1920-е — 1930-е годы к автобиографическому жанру. Повесть стала наиболее мрачным его произведением (видимо, из-за тяжёлых обстоятельств, в которых находился Грин в последние годы жизни). Возможно, автор сознательно сгущал краски, изображая себя как неудачника. В тексте находят немало неточностей и невольных искажений, характерных для мемуарного жанра. При этом автор явно стремился не только рассказать о своей жизни, но и дать характеристику своей эпохе, так что повесть выходит за рамки простой автобиографии, соответствуя в этом смысле своему окончательному названию.